# Тягінка (річка)
Тягинка (Тягінка) — річка в Україні, у Бериславському районі Херсонської області, права притока Дніпра (басейн Чорного моря).

## Опис
Довжина річки 11 км, похил — 1,3 м/км. Площа басейну 696 км². Місцями пересихає.

## Розташування
Бере початок на південний схід від села Чайкине. Тече переважно на південний схід через село Тягинка і впадає в річку Дніпро на 66-му кілометрі від його гирла. 
Річку перетинають автошляхи E58Р47М14.